# 陽門県
陽門県（ようもん-けん）は中華人民共和国河北省にかつて存在した県。現在の張家口市懐安県北東部に相当する。
1214年（貞祐2年）、金朝により設置される。元朝により廃止されている。